# Henrietta Johnston
Henrietta de Beaulieu Dering Johnston (ca. 1674 – 9 de marzo de 1729) fue una pintora pastelista de origen incierto que desde 1708 hasta su muerte estuvo activa en las colonias inglesas de los Estados Unidos. Es considerada como la primera artista femenina conocida como primera pastelista de las colonias inglesas. Además fue la primera retratista de la que se tiene constancia en el Sur de Estados Unidos.

## Biografía
Se desconocen la fecha y el lugar del nacimiento de Johnston. La teoría más aceptada es que nació en el noroeste de Francia, cerca de la ciudad de Rennes. Sus padres, ambos hugonotes franceses, fueron Francis  (posiblemente Cézar) y Suzanna de Beaulieu, que emigraron a Londres en 1685 o 1687. En 1694 Johnston se casó con Robert (posiblemente William) Dering, quinto hijo de Sir Edward Dering, Baronet, y su esposa Mary. Jonhston se mudó a Irlanda con su marido y en ese periodo Johnston comenzó a dibujar al pastel. Sus primeros retratos representaban a personas poderosas con las que estaba relacionada por su matrimonio, entre las que se encontraban John Perceval, que más tarde se convertiría en Conde de Egmont, y uno de los Condes de Barrymore. Las obras más antiguas que se conservan de Johnston datan de 1704. 

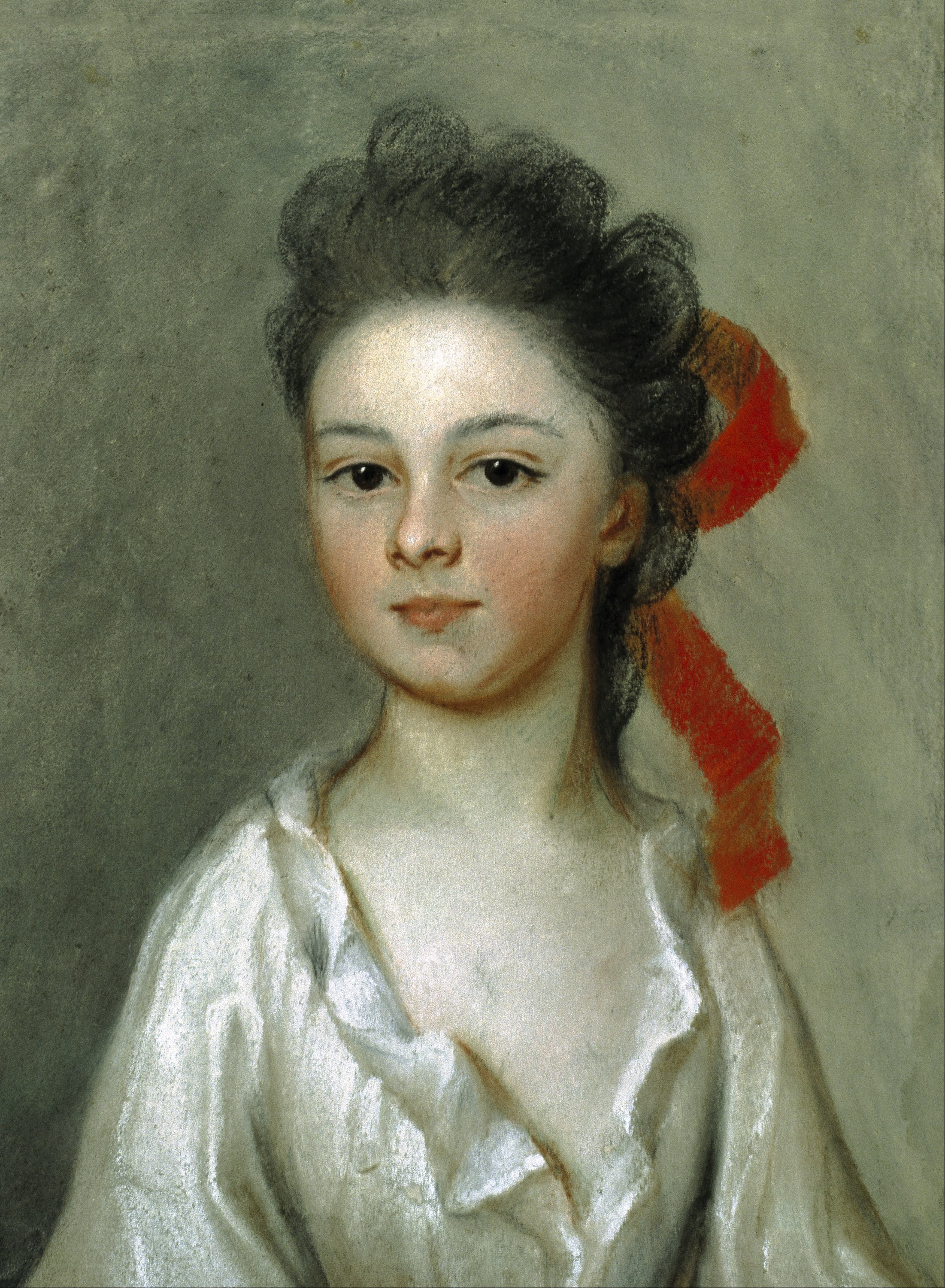
Henriette Charlotte Chastaigner (Sra. Nathaniel Broughton), Museo de Arte Gibbes

El marido de Jonhston murió alrededor de 1704, quedando viuda con dos hijas. En 1705 se casó de nuevo, esta vez con el clérigo anglicano Gideon Johnston, un graduado del Trinity College de Dublín que ejerció como vicario en Castlemore. Dos años después, fue nombrado por la Sociedad para la Propagación del Evangelio en el Extranjero para servir como comisario de la Iglesia de Inglaterra en Carolina del Norte y del Sur y las Islas Bahamas. También sirvió como rector de la Iglesia Episcopal de San Felipe en Charleston. El tiempo de la pareja en las colonias fue duro. Gideon Johnston escribía frecuentemente a la Sociedad para solicitar el pago de su salario, que a menudo se retrasaba, y sufrieron problemas de salud y escasez, unido a la dificultad de la distancia con su familia. En una de las cartas que dirigió a su patrón, Gilbert Burnet, escrita en 1709, el marido de Johnston mencionaba que "si no fuera por la ayuda que mi esposa brinda al dibujar retratos (algo que durará poco teniendo en cuenta lo poco poblado del lugar) no podría vivir", lo que sugiere que Jonhston retomó la pintura para aumentar los ingresos de la pareja. Otra carta, fechada un año después, revela que se había quedado sin material de pintura y que sufría "una enfermedad larga y tediosa". Johnston regresó a Inglaterra en 1711-1712 y su esposo lo hizo de 1713 a 1715, falleciendo en un accidente de navegación en 1716, poco después de su regreso a Charleston.  

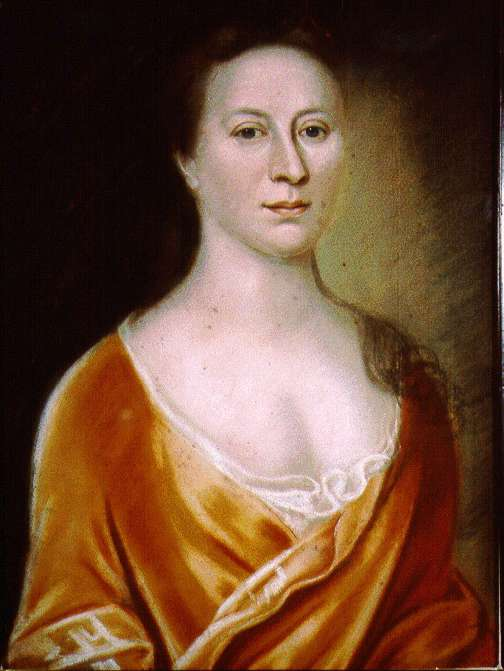
Anna Cuyler (Sra. Anthony) Van Schaick ca. 1725, pastel, en el Museo del Estado de Nueva York

Poco se conoce de la vida de Johnston en las colonias. Se sabe que viajó en algún momento a la ciudad de Nueva York, ya que existen cuatro retratos fechados en 1725 de miembros de una familia de esa ciudad. Jonhston volvió a Charleston en algún momento antes de su muerte en 1729.
Johnston y su segundo marido fueron enterrados juntos en el cementerio de la Iglesia Episcopal de San Miguel en Charleston. Una de sus hijas de su primer matrimonio, Mary Dering, fue una de las damas de honor de las hijas del rey Jorge II.
Se dice que Johnston estuvo relacionada con el pintor y maestro de baile William Dering, quien emigró a Charleston desde Williamsburg, Virginia en 1749, aunque no ha podido demostrarse.

## Estilo
Se desconoce si Johnston llegó a recibir formación en dibujo y pintura aunque es probable que lo hiciera dada la sofisticación de su trabajo. De hecho, se piensa que pudo haber estudiado en algún momento con el artista irlandés Edmund Ashfield y con Edward Luttrell por las similitudes de sus pasteles con las obras de ellos.
Por las poses y colores de sus obras, muchos de los retratos de Johnston tienen muchas similitudes con los de Sir Godfrey Kneller, que en ese momento estaban muy de moda en el Reino Unido y las colonias. Sus pasteles de Irlanda están dibujados en tonos tierra profundos y con una gran atención al detalle, mientras que los de su periodo en Carolina del Sur suelen ser más livianos y pequeños, debido probablemente a la mayor escasez de materiales, que tenía que importar. Sus retratos irlandeses representaban a niñeras en tres cuartos, al igual que sus primeras obras en pastel de Carolina. Las modelos estadounidenses femeninas de Johnston generalmente se muestran vestidas con camisas, mientras que a los hombres los representaba generalmente con ropa de calle, alguno de ellos con armadura. Estos modelos masculinos se muestran sentados erguidos, con la cabeza frecuentemente girada hacia el espectador en un ligero ángulo desde el cuerpo. Sus rostros suelen estar dominados por grandes ojos ovalados. Los trabajos que realizó tras la muerte de su segundo esposo están menos terminados, con detalles menos definidos en la ropa, así como colores menos saturados, lo que puede sugerir que Jonhston se estaba quedando sin materiales o que estaba trabajando a una mayor velocidad para completar los encargos. 
Johnston solía firmar sus retratos en el tablero de madera de sus obras, anotando su nombre, y el lugar y fecha de finalización. Una firma típica es la inscripción que se puede ver en el reverso de su retrato de Philip Perceval: Henrietta Dering Fecit / Dublin Anno 1704. Johnston era casi exclusivamente una retratista. Las únicas pinturas de paisajes que se le atribuyen son los fondos que aparecen en un par de retratos infantiles de Nueva York, que a su vez también son los únicos retratos que se le conocen de niños.
Unos cuarenta retratos de Johnston sobreviven; muchos de ellos conservando sus marcos y tableros originales, en los que se puede encontrar la firma de la artista. En la mayoría se representan miembros de su círculo social y, más tarde, de la congregación de Charleston de su esposo, como el Coronel William Rhett. Muchos de sus retratos de Carolina del Sur representan a miembros de familias hugonotes que se habían establecido en el nuevo mundo, incluidos los Prioleaus, los Bacots (entre ellos Pierre Bacot y su primera esposa Marianne Fleur Du Gue) y los duBoses. Hoy en día, varias de sus obras se encuentran en el Museo de Arte Gibbes de Charleston, que cuenta con una exposición interactiva en línea dedicada al trabajo de Jonhston. También se pueden ver algunas de sus obras en el Museum of Early Southern Decorative Arts, el Museo Metropolitano de Arte y el Museo de Arte del Condado de Greenville. No se sabe si Johnston llegó a trabajar con óleo, pero Jeremiah Theus copió uno de sus retratos en algún momento. 
Nueve retratos que representaban a miembros de las familias Southwell y Perceval, eran propiedad del conservacionista estadounidense Jim Williams y se exhibían en su Mercer House en Savannah, Georgia. Siete de ellos están firmados en Dublín y datan de 1704 a 1705. Fueron subastados por Sotheby's en 2000, siete de ellos con sus marcos originales.

## Galería

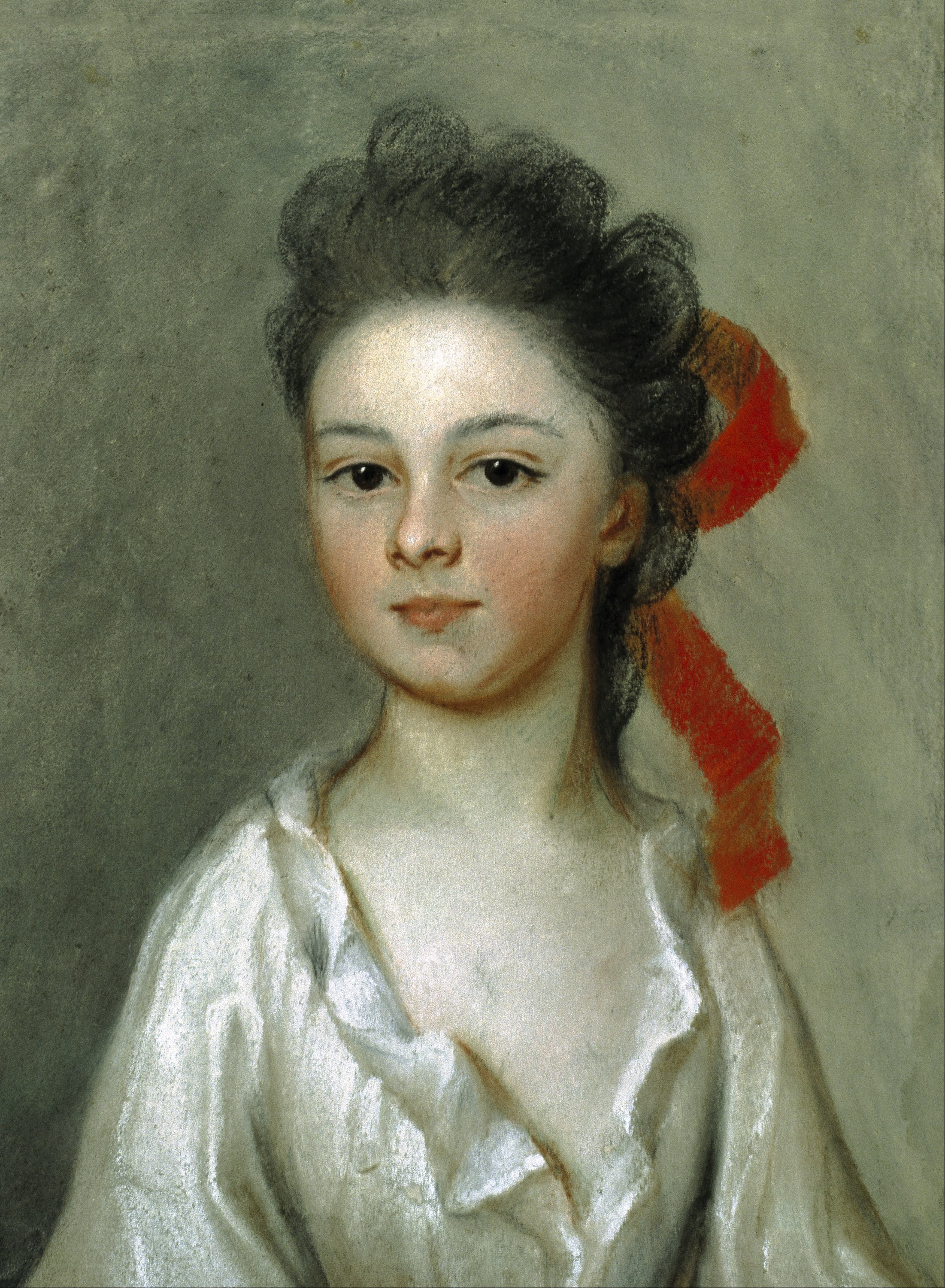
Henriette Charlotte Chastaigner (Mrs. Nathaniel Broughton)
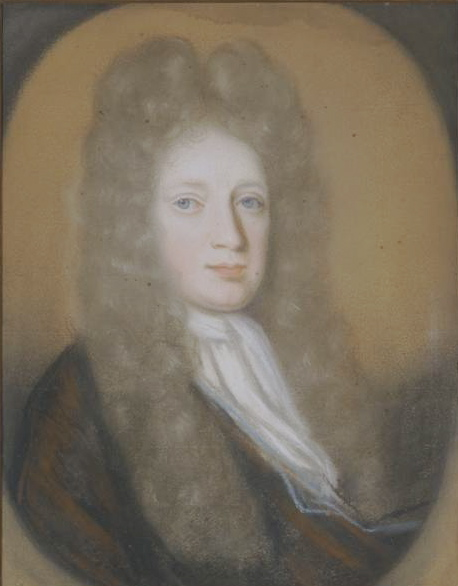
Pierre Bacot
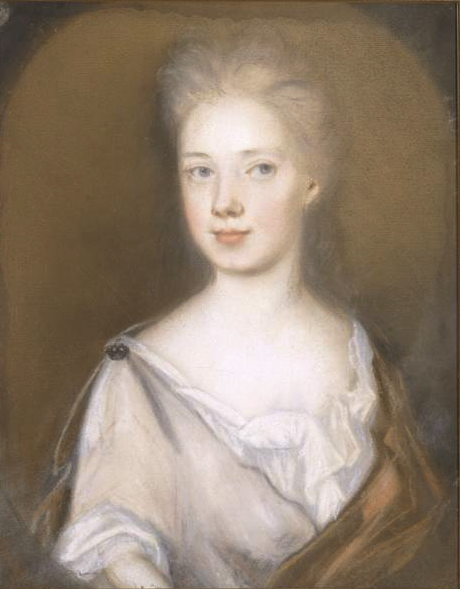
Mrs. Pierre Bacot
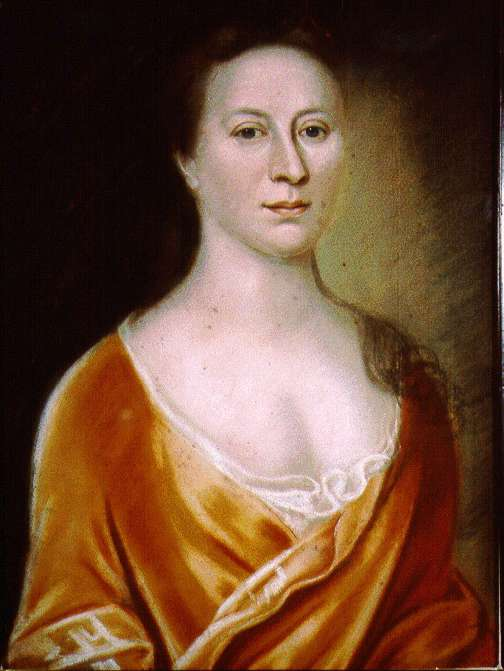
Anna Cuyler (Mrs. Anthony) Van Schaick
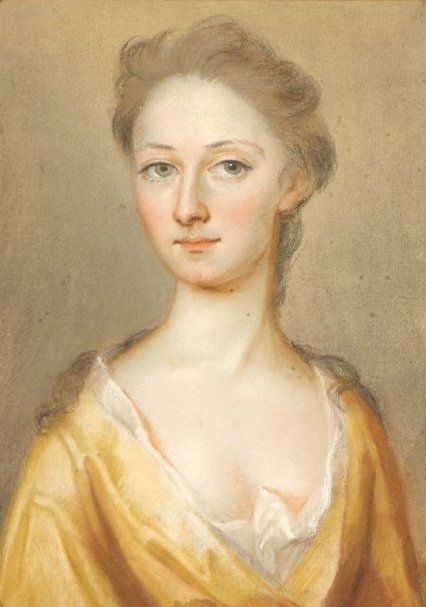
Marie Du Bose (Mrs. Samuel Wragg)